# Město Albrechtice
Město Albrechtice là một thị trấn thuộc huyện Bruntál, vùng Moravskoslezský, Cộng hòa Séc.